# 인수중학교
인수중학교(仁壽中學校)는 대한민국 서울특별시 강북구 수유동에 있는 공립 중학교이다.

## 학교 연혁
- 1986년 1월 29일 : 인수중학교 설립 허가
- 1986년 3월 1일 : 초대 정해영 교장 취임
- 1986년 3월 4일 : 제1회 입학식(12학급 714명)
- 1986년 4월 28일 : 본교 개교식
- 1989년 2월 14일 : 제1회 졸업식
- 2019년 9월 1일 : 제13대 장재호 교장 취임
- 2021년 1월 3일 : 제33회 졸업식(6학급 146명)
- 2021년 3월 2일 : 제36회 입학식(6학급 144명)

## 참고 자료
- 인수중학교 - 한국교육학술정보원 학교알리미